# Barney Ronay
Barney Ronay (* im 20. Jahrhundert in London) ist ein englischer Autor und Journalist, der als Ressortchef für Sport beim Guardian tätig ist.

## Leben
Ronay wurde in London geboren, wuchs dort auf und schreibt seit 2002 für When Saturday Comes. Neben diesem und dem Guardian schrieb er auch unter anderem für die Irish Times, Gulf News, den New Statesman und den Blizzard. Des Weiteren betreibt er die Sport-Website The Pitch und ist (Mit)autor verschiedener Fußball-Sachbücher, darunter des Buches Any Chance of a Game? und des WSC Companion to Football.
Ronay lebt in London und spielt selbst Fußball im rechten oder linken Mittelfeld. 2018 wurde er vom National Council for the Training of Journalists als einer der 238 am meisten respektierten Journalisten genannt. Im selben Jahr wurde er von der Football Supporters’ Federation zum „Fußball-Autor des Jahres“ ernannt. 2020 gewann er bei den SJA British Sports Journalism Awards den Preis für den besten Fußball-Journalisten des Jahres.

## Werke
- Barney Ronay: Any Chance Of A Game? Ebury Press, London 2006, ISBN 978-0-09-190878-2 (320 S.).
- Tim Bradford, u. a.: When Saturday Comes: The Half Decent Football Book. Penguin Global, London 2007, ISBN 978-0-14-101556-9 (480 S.).
- Barney Ronay: The Manager: The Absurd Ascent of the Most Important Man in Football. Little, Brown Young Readers, New York 2009, ISBN 978-1-84744-250-5 (291 S.).
- Barney Ronay: How Football (Nearly) Came Home. HarperCollins Publishers Ltd, New York 2018, ISBN 978-0-00-832407-0 (256 S.).